# GOOD BYE 夏男
「GOOD BYE 夏男」（グッバイ なつお）は、松浦亜弥の10枚目のシングル。2003年6月4日に発売された。

## 概要
初回限定盤は三方背BOX仕様、ピクチャーレーベル、52P特典フォト&ノート封入。

## 収録曲
全作詞・作曲：つんく
1. GOOD BYE 夏男 [4:20]
編曲：鈴木Daichi秀行
2. 私の予定 [3:36]
編曲：鈴木俊介
3. GOOD BYE 夏男 (Instrumental) [4:18]

## 参加ミュージシャン
GOOD BYE 夏男
- 全ての楽器：鈴木Daichi秀行
- コーラス：松浦亜弥・つんく・JP'S

私の予定
- 全ての楽器：鈴木俊介
- コーラス：松浦亜弥